# Nicolas Fontaine
Nicolas Fontaine (Magog, 5 ottobre 1970) è un ex sciatore freestyle canadese.

## Palmarès
| Anno | Manifestazione            | Sede           | Evento | Risultato | Prestazione | Note  |
| ---- | ------------------------- | -------------- | ------ | --------- | ----------- | ----- |
| 1991 | Mondiali                  | Lake Placid    | Salti  | 6º        | -           |       |
| 1992 | Giochi olimpici invernali | Albertville    | Salti  | Argento   | 228.88      | [ 1 ] |
| 1993 | Mondiali                  | Alternmarkt    | Salti  | 8º        | -           |       |
| 1994 | Giochi olimpici invernali | Lillehammer    | Salti  | 6º        | 210.81      |       |
| 1995 | Mondiali                  | La Clusaz      | Salti  | 4º        | -           |       |
| 1997 | Mondiali                  | Iizuna         | Salti  | Oro       | 254.97      |       |
| 1998 | Giochi olimpici invernali | Nagano         | Salti  | 10º       | 216.93      |       |
| 1999 | Mondiali                  | Meiringen      | Salti  | 7º        | -           |       |
| 2001 | Mondiali                  | Whistler       | Salti  | 12º       | -           |       |
| 2002 | Giochi olimpici invernali | Salt Lake City | Salti  | 16º (q)   | 212.48      |       |
| 2003 | Mondiali                  | Deer Valley    | Salti  | 20º       | -           |       |

## Coppe e meeting internazionali
1993-94
- Bronzo nella Coppa del Mondo di salti con 672 pt.

1996-97
- Oro nella Coppa del Mondo di salti con 824 pt.

1997-98
- Oro nella Coppa del Mondo di salti con 672 pt.

1998-99
- Oro nella Coppa del Mondo di freestyle complessiva con 97 pt.
- Oro nella Coppa del Mondo di salti con 292 pt.

1999-2000
- Argento nella Coppa del Mondo di freestyle complessiva con 95 pt.
- Oro nella Coppa del Mondo di salti con 476 pt.